# Tebutje
Die Tebutje sind sogenannte Haizahnwaffen von den Gilbertinseln, die zum Inselstaat Kiribati gehören.

## Geschichte
Die Tebutje wurden von den Bewohnern der Gilbertinseln (Mikronesier) schon vor dem 16. Jahrhundert entwickelt. Sie benutzten dazu Materialien, die in ihrem Lebensraum natürlich vorkamen. Bekannt sind Haizahnwaffen dieser Art auch auf den Elliceinseln, der kulturell nahestehenden Nachbarinsel Nauru bis hin zu den Philippinen und Hawaii.

## Beschreibung
Die Tebutje-Waffen gleichen sich alle in ihrer Materialzusammenstellung. Als Waffenkörper dient ein Stück altes, abgelagertes Hartholz der Kokospalme, auch der Mangrove, das in die gewünschte Form und Länge gebracht wird. Sie können geradlinig oder gebogen sein. An den Außenkanten werden Nuten eingeschnitten, in die anschließend möglichst gleichmäßige Zähne vor allem des Oberkiefers eines Hais mit Hilfe von Harz eingesetzt werden. In die Zähne werden zuvor Löcher gebohrt und mit entsprechenden Löchern im Holz zusätzlich mit Kokosfasern festgebunden und so gegen das herausfallen gesichert. Sie können am Waffenkörper einseitig, zweiseitig oder vierseitig angebracht sein, wobei je nach Waffentyp die Zahnspitzen nach vorne zum Gegner oder nach hinten ausgerichtet sind. Zusätzlich können zur Abwehr gegnerischer Stöße rechts und links Gabelungen angebracht werden. Zum Zustoßen dient die Spitze, die entweder spitz geschnitzt oder mit einem zusätzlichen Haizahn versehen wird. Diese Konstruktionsart findet Anwendung für verschiedene Waffentypen wie Messer, Schwerter, Langspeere oder Schlagringen.
Verwendung finden Haizähne der vorwiegend flaches Wasser bevorzugenden Haifischarten, die in Lagunen oder hinter den Riffen der Pazifikatolle gefangen werden. Dazu zählen Sandhaie (Odontaspididae), Grauhai (Carcharhinus), Blauhai (Prionace) oder Zitronenhai (Negaprion). In anderen Regionen werden auch Zähne des Tigerhai (Galeocerdo cuvier) verwendet.

## Typenbezeichnungen
Innerhalb der Gilbertinseln gibt es eine Vielzahl von Begriffen für die den Tebutje zuzuordnenden Waffen, die sich dann noch sprachlich zwischen den nördlichen, den zentralen und südlichen Inseln unterscheiden können.
Tebutu (kiribatisch auch: te butu). Länge: ca. 10–16 cm, variabel. Einreihige Versionen mit 1–4 Zähnen. Am Ende der Waffe ist ein Band angebracht, um die Waffe an der Hand zu sichern. Gilt auch als Frauenwaffe (Einsatz z. B. bei Eifersuchtsstreitigkeiten). Vermutlich leitet sich der Begriff Tebutje von te butu ab, da Tebutje kein gilbertesisches Wort ist.
Tetoanea (auch: te toa nea, übersetzt: das Zweiseitige; auch: rere). Länge: ca. 65–90 cm. Es ist ein Schwert mit dem überwiegenden Charakter einer Reißwaffe. Der Waffenkörper ist jedoch stärker ausgebildet, so dass es auch als Schwertkeule im Einzelkampf eingesetzt werden kann. Ebenso wie das Tebutu hat es am Griffende eine Kordel zur Sicherung.
Teunun (auch: te unun; unun ist auch die Bezeichnung eines Lagunenhais). Länge: ca. 3–5 m, variabel. Sie dient als Stoßspeer.

## Einsatz
Der Gebrauch dieser Waffen der als streitbar geltenden Gilbertesen war Männersache. Jedoch wurden sie von den Einzelkämpfern nicht zum Töten eingesetzt, sondern zum Verwunden des Gegners. Das Töten kam erst nach dem Eintreffen hawaiischer Lehrer und Missionare auf und gipfelte in den sogenannten Religionskriegen von Tabiteuea 1880. Diese ehemals berühmten Angriffswaffen und Schutzrüstungen, die ebenfalls mit Haizähnen bestückte Unterarmschutzplatten haben konnten, sind noch als Museumsobjekte vorhanden. Lediglich zu Tourismuszwecken werden Schwerter und Dolche heute noch hergestellt.